# سیارک ۲۰۲۹۶
سیارک ۲۰۲۹۶ (به انگلیسی: 20296 Shayestorm، نامگذاری:1998FL76) بیست هزار و دویست و نود و ششمین سیارک کشف شده‌است که در ۲۴ مارس ۱۹۹۸ کشف شد.
قدر مطلق سیارک برابر ۱۴.۸ است.